# ジョン・ブライ (初代ダーンリー伯爵)
初代ダーンリー伯爵ジョン・ブライ（英語: John Bligh, 1st Earl of Darnley、1683年 – 1728年9月12日）は、アイルランド王国の政治家、貴族。

## 生涯
アイルランド庶民院議員トマス・ブライ（1710年8月28日没）とエリザベス・ネイピア（Elizabeth Napier、ジェームズ・ネイピアの娘）の息子として、1683年に生まれた。
1709年から1713年までトリム選挙区の代表として、1713年から1721年までアスボイ選挙区の代表としてアイルランド庶民院議員を務めた。
1713年8月24日、ウェストミンスター寺院で第10代クリフトン女男爵セオドシア・ハイド（1695年 – 1722年）と結婚、3男3女をもうけた。
- ジョージ（1714年10月31日 – ?） - 夭折
- エドワード（1715年 – 1747年） - 第2代ダーンリー伯爵および第11代クリフトン男爵
- ジョン（1719年 – 1781年） - 第3代ダーンリー伯爵および第12代クリフトン男爵
- メアリー（1748年4月27日没） - 1736年3月、ウィリアム・ティッグ（William Tighe）と結婚、子供あり
- アン（Ann、1789年2月7日没） - 1742年9月17日、ロバート・ホーキンス＝マギル（Robert Hawkins-Magill、1745年没）と結婚、子供あり。1747年12月、初代バンガー子爵バーナード・ウォードと結婚、子供あり
- セオドシア（Theodosia、1722年頃 – 1777年5月20日） - 1745年11月、ウィリアム・クロスビー（後の初代グランドア伯爵）と結婚、子供あり

クリフトン女男爵との結婚により、ブライは1721年8月14日にアイルランド貴族であるミーズ県におけるラスモアのクリフトン男爵に叙された。その後、1723年3月7日にアイルランド貴族であるミーズ県におけるアスボイのダーンリー子爵に、1725年6月29日にアイルランド貴族であるミーズ県におけるダーンリー伯爵に叙された。
1728年9月12日にエプソムで死去、25日にウェストミンスター寺院に埋葬された。息子エドワードが爵位を継承した。